# Panzer V Panther
El Panzerkampfwagen V Panther ( pronunciació (?·pàg.)) va ser un tanc de l'Alemanya nazi utilitzat en la Segona Guerra Mundial des de mitjans de 1943 fins al final de la guerra a Europa el 1945. Va ser creat per contrarestar al T-34 i substituir els Panzer III i Panzer IV, encara que finalment va servir al costat d'ells i amb el tanc pesant Tiger I.
Fins al 1944 va ser anomenat Panzerkampfwagen V Panther, i el seu nom a l'inventari era Sd.Kfz. 171. El 27 de febrer de 1944, Hitler va ordenar que els tancs fossin coneguts únicament com a Panther.

## Desenvolupament i producció
El Panther va ser la resposta directa al carro soviètic T-34. El primer encontre amb el carro soviètic va ser el 23 de juny de 1941, superant als Panzer III i IV contemporanis. Els soviètics no tenien encara l'habilitat tàctica per explotar la superioritat del T-34, però tot i així van sembrar el caos en les línies alemanyes.
Davant de la insistència del general Heinz Guderian un equip va ser enviat al front oriental per valorar el T-34. Entre les característiques del tanc soviètic destacava l'ús de blindatge inclinat, que millorava la deflexió dels impactes i incrementava el gruix aparent del blindatge davant la penetració. La cadena d'eruga ampla i les rodes de gran mida milloraven la mobilitat en terreny tou, i també van destacar el canó de gran calibre.
El mateix Heinz Guderian havia dit quan va conèixer al T-34 que l'havien de copiar exactament. Es van presentar dos models, un gairebé idèntic al T-34 i l'altre que va ser elegit per ser més poderós i diferent del soviètic.
Daimler-Benz (DB) i Maschinenfabrik Augsburg-Nürnberg (MAN) van rebre la tasca de part del ministre d'armaments Albert Speer de dissenyar un nou carro de combat de 30-35 tones, denominat VK3002, per a l'abril de 1942, aparentment per poder-lo mostrar a l'aniversari de Hitler.
Les dues propostes van ser lliurades l'abril de 1942. El disseny de Daimler-Benz era un homenatge ' directe al T-34. Evitant la propensió alemanya de saturar i crear dissenys complicats, es va crear un disseny senzill i net que s'assemblava al T-34 en la forma del buc i la torreta, un motor dièsel, una suspensió de ressort de làmines, la disposició de les erugues i altres característiques. El disseny de MAN era més convencional, amb una torreta més alta i ampla situada a la part posterior del buc, un motor de gasolina, suspensió de barra de torsió i una disposició interna de la tripulació típica.
El disseny de MAN va ser acceptat el maig de 1942, malgrat la preferència d'en Hitler pel disseny de DB. Un prototip d'acer va ser produït el setembre de 1942 i després de les proves a Kummersdorf va ser oficialment acceptat. Es va posar immediatament en producció amb la prioritat més alta. El començament de la producció va ser retardat, tanmateix, perquè hi havia molt poques eines especialitzades per treballar en la construcció del buc. Els carros van ser acabats el desembre i sofrien problemes de fiabilitat com a resultat de la rapidesa.

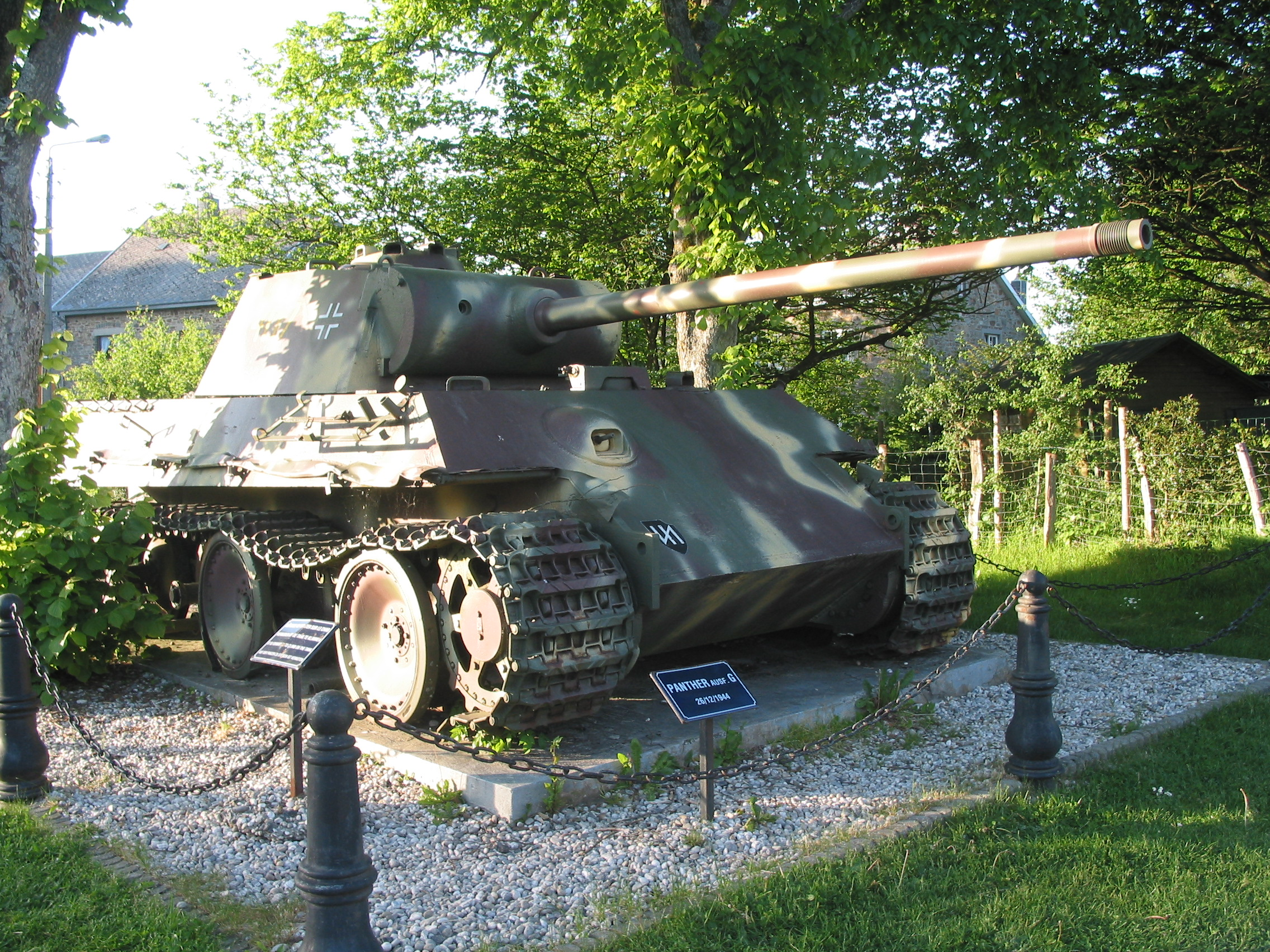
El Panther a Manhay, va participar en la batalla de les Ardenes.

A causa de la seva superioritat temporal al front rus, els soviètics van començar el desenvolupament d'un nou tanc i millora d'alguns canons antitanc que van resultar en el caçacarros SU-72 i la substitució del canó del T-34 (1944) per un de més veloç, això va ser fins un temps després de ser el Panther al front.
La demanda per a aquest tanc va ser tan alta que ràpidament la fabricació va ser ampliada fora de MAN, incloent a Daimler-Benz i en 1943, a les firmes Maschinenfabrik Niedersachsen-Hannover i Henschel.
L'objectiu inicial de producció era de 250 unitats al mes en MAN; se'n va incrementar 600 al mes el gener de 1943. Malgrat els esforços, mai no es va assolir aquesta xifra a causa de les interrupcions pels bombardeigs aliats, els embussos de fabricació i altres dificultats. La producció mitjana el 1943 era de 148 unitats al mes. El 1944 es va assolir la xifra de 315 unitats al mes (3.777 unitats aquell any), amb el punt màxim el juliol amb 380 unitats i acabat al voltant de finals de març de 1945 amb almenys 6.000 unitats construïdes.
La màxima quantitat de carros de combat actius va ser l'1 de setembre de 1944 amb 2.304 unitats, però aquell mateix mes també es va assolir el major nombre de pèrdues amb 692 tancs.

## Característiques del disseny
Exceptuant el blindatge inclinat i el canó excel·lent, el Panther era un disseny alemany convencional. El pes del tanc va augmentar de les 35 tones previstes a 43 tones. El seu motor principal era un Maybach HL 230 V-12 de 23 litres amb 700 cv. El motor impulsava vuit rodes dobles entrellaçades d'acer i rodes de goma en cada costat amb una suspensió escalonada de barra de torsió.
El control de tanc s'aconseguia a través d'una caixa de canvis ZF AK-7-200. La tripulació constava conductor, radi-operador, artiller, carregador i comandant. El blindatge consistia en una placa d'acer homogènia, soldada però també entrellaçada per força. Els models originals només tenien un màxim de 60 mm de blindatge. Aviat es va augmentar a 80 mm, i als models Ausf. D i posteriors assolien un màxim de 120 mm. Una coberta de 50 mm de Zimmerit (material antimagnètic) també va arribar a ser habitual.
Parant-nos quant al seu blindatge, el seu frontal va ser impenetrable per als canons de 76,2mm soviètics i els canons aliats en distàncies normals. Tanmateix, els laterals eren deficients en comptar amb un blindatge d'uns 30 mm, que després va ser augmentat. En comparació del Tiger I, que posseïa uns 80 mm en els costats, el Panther tenia un seriós problema que havia d'evitar amb la seva potència.
El canó principal era un KwK 42 L/70 de Rheinmetall de 75 mm amb 79 trets, i dues metralladores de suport MG 34. El canó no tenia un calibre especialment gran en aquell moment. No obstant això, el canó del Panther era un dels canons més poderosos de la Segona Guerra Mundial, a causa del gran cartutx i a la longitud del canó, que li donava una alta velocitat de sortida del projectil.
La trajectòria plana també feia que impactar els objectius fos més senzill. El canó de 75 mm tenia més capacitat de penetració que el canó de 88 mm del Tiger I, encara que no la del Tiger II. Tanmateix, els 75 mm no permetien un major projectil d'alt explosiu (HE = High Explosive), els quals eren emprats molt sovint i més que els perforants.
Una vegada que es van solucionar els problemes causats per la vulnerabilitat del motor i la transmissió, el Panther va demostrar ser un vehicle de combat efectiu, tan eficaç com el Tiger, però que exigia menys per ser construïts i logísticament causava menys problemes. Entre la tripulació aliada existia una regla d'or de necessitar-ne cinc M4 Shermans per destruir un Panther.
Els Panther capturats per les tropes soviètiques es mantenien en funcionament per poder utilitzar-los. El manual del Panther, el Pantherfibel va ser traduït al rus i lliurat als tripulants dels Panther capturats.

## Combat
El Panther va veure combat a gran escala per primera vegada a Kursk el 5 de juliol de 1943. Els primers tancs estaven plens de problemes mecànics: les cadenes erugues i la suspensió es trencaven sovint i el motor era propens al reescalfament i a esclatar en flames. Inicialment, més Panther estaven danyats pels seus propis defectes mecànics que per l'acció enemiga.
Heinz Guderian, que no volia que Hitler ordenés que els tancs entressin en combat tan aviat, va comentar posteriorment sobre el funcionament del Panther en combat, "cremaven amb massa facilitat, els sistemes de combustible i oli estaven insuficientment protegits, i les tripulacions estaven perdudes a causa de la falta d'entrenament." Tanmateix, Guderian també va indicar que la potència de foc i el blindatge frontal eren bons.

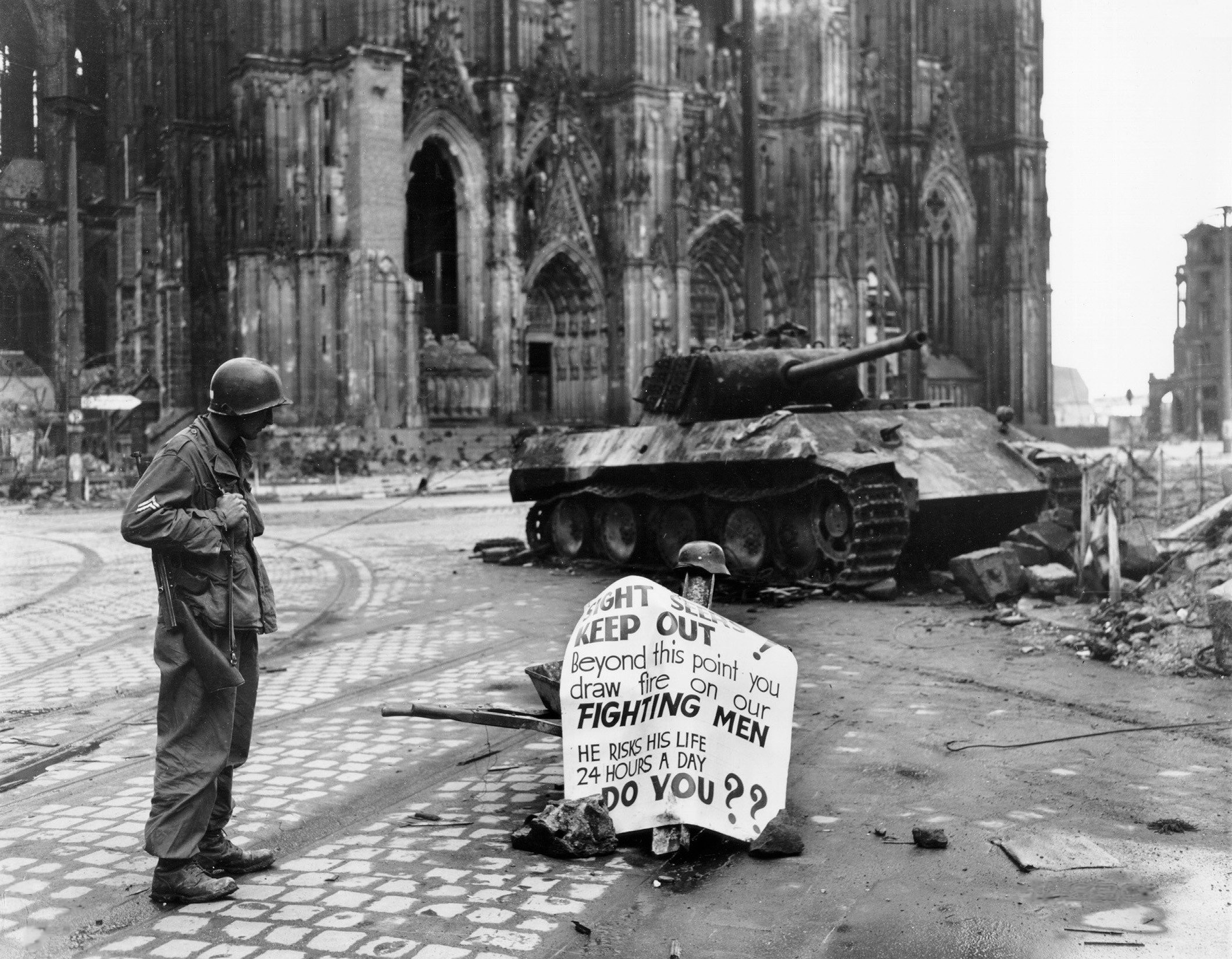
Panther destruït a Colònia.

Després de Kursk, els problemes del model D van ser arreglats. El tanc es va mantenir amb tanc principal alemany fins al final de la guerra. Les versions posteriors del Panzer IV amb canó llarg de 75 mm eren més barates de produir i més fiables, raó per la qual la seva producció es va mantenir juntament amb la del Panther.
Els Panther van prestar servei principalment al front oriental, encara que en el Dia D, les unitats Panzer estacionades a França també van rebre tancs Panther, que van ser utilitzats en el combat, per unitats blindades de la Wehrmacht i de les Waffen SS. Aproximadament la meitat dels tancs alemanys a França eren Panther.
Durant la batalla de les Ardenes un seguit de Panthers van ser configurats per assemblar-se als M10 Wolverine, com a part d'una operació major que incloïa soldats paracaigudistes disfressats com nord-americans, i altres activitats.

## El Panther II
El treball de disseny del Panther II va començar el febrer de 1943. El seu principal objectiu era assegurar la màxima capacitat d'intercanvi de parts amb el Tiger II per facilitar la fabricació. El Panther II tenia així un buc similar al del Tiger II, amb idèntiques rodes, cadenes eruga, suspensió i frens.
El Panther II havia d'anar equipat amb una torreta "schmallturn", més estreta que la del Panther Ausf. G i amb protecció millorada. Tanmateix, el disseny d'aquesta torreta mai no va arribar a acabar-se.
Es va fabricar un únic prototip del xassís del Panther II, que va ser equipat amb la torreta d'un Panther Ausf. G (algunes fonts indiquen que la torreta va ser afegida pels americans després de capturar-lo). Aquest prototip és exposat al Museu Patton a Fort Knox.

## Producció
- Ausf. A: 20 unitats produïdes el novembre de 1942 (prototips, algunes vegades denominats Ausf. A1).
- Ausf. D: 842 unitats produïdes entre gener de 1943 i setembre de 1943.
- Ausf. A: 2.192 unitats produïdes entre agost de 1943 i juny de 1944 (algunes vegades denominats Ausf. A2).
- Ausf. G: 2.953 unitats produïdes entre març de 1943 i abril de 1945.
- Befehlspanzer Panther (Pz Bef Wg): 329 unitats convertides entre maig de 1943 i febrer de 1945, equip de radi extra.
- Beobachtungspanzer Panther (Pz Beob Wg): 41 unitats convertides entre 1944 i 1945, dues metralladores i canó simulat.
- Bergepanther (vehicle de recuperació): 347 unitats entre 1943 i 1945.